# Jason McAlister
Jason McAlister (ur. 29 stycznia 1976) – amerykański snowboardzista. Nie startował na igrzyskach olimpijskich ani na mistrzostwach świata. Najlepsze wyniki w Pucharze Świata osiągnął w sezonie 1996/1997, kiedy to zajął 72. miejsce w klasyfikacji generalnej.
W 2000 r. zakończył karierę.

## Sukcesy

### Puchar Świata

#### Miejsca w klasyfikacji generalnej
- 1996/1997 - 72.

#### Miejsca na podium
1. Mount Bachelor – 9 lutego 1997 (Snowcross) - 2. miejsce